# Historia contemporánea de Cataluña
La Historia Contemporánea de Cataluña se inicia en el siglo XIX con la Guerra de la Independencia Española
A nivel institucional es un hito destacado la construcción del Estado liberal en España y la consiguiente crisis del sistema de Antiguo Régimen.
A nivel económico, Cataluña, a diferencia del resto del Estado, exceptuando el País Vasco, realiza de forma sorprendente la Revolución Industrial durante el siglo XIX.
A nivel cultural nace la Renaixença, un movimiento cultural catalán del siglo XIX. Su nombre surge de la voluntad de hacer renacer el catalán como lengua literaria y de cultura después de siglos de diglosia respecto al castellano (período llamado genéricamente Decadencia ).
A nivel político, el siglo XIX, ve aparecer una nueva fuerza ideológica: el nacimiento del catalanismo político.

## Guerra de la Independencia Española
La  'Guerra de la Independencia Española' , por los españoles, o  'Campaña de España' , por los franceses, o la ' Guerra Peninsular  ', por los portugueses y los anglosajones, fue un conflicto bélico entre España y el Primer Imperio Francés que se inició en 1808 con la entrada de las tropas napoleónicas, y que concluyó en 1814, con el regreso de Fernando VII de España al poder. En el análisis de los hechos militares, no se puede hablar exclusivamente de un enfrentamiento entre los ejércitos francés y español, sino que existe una importante presencia de la guerra de guerrillas, en una dimensión desconocida hasta el momento.

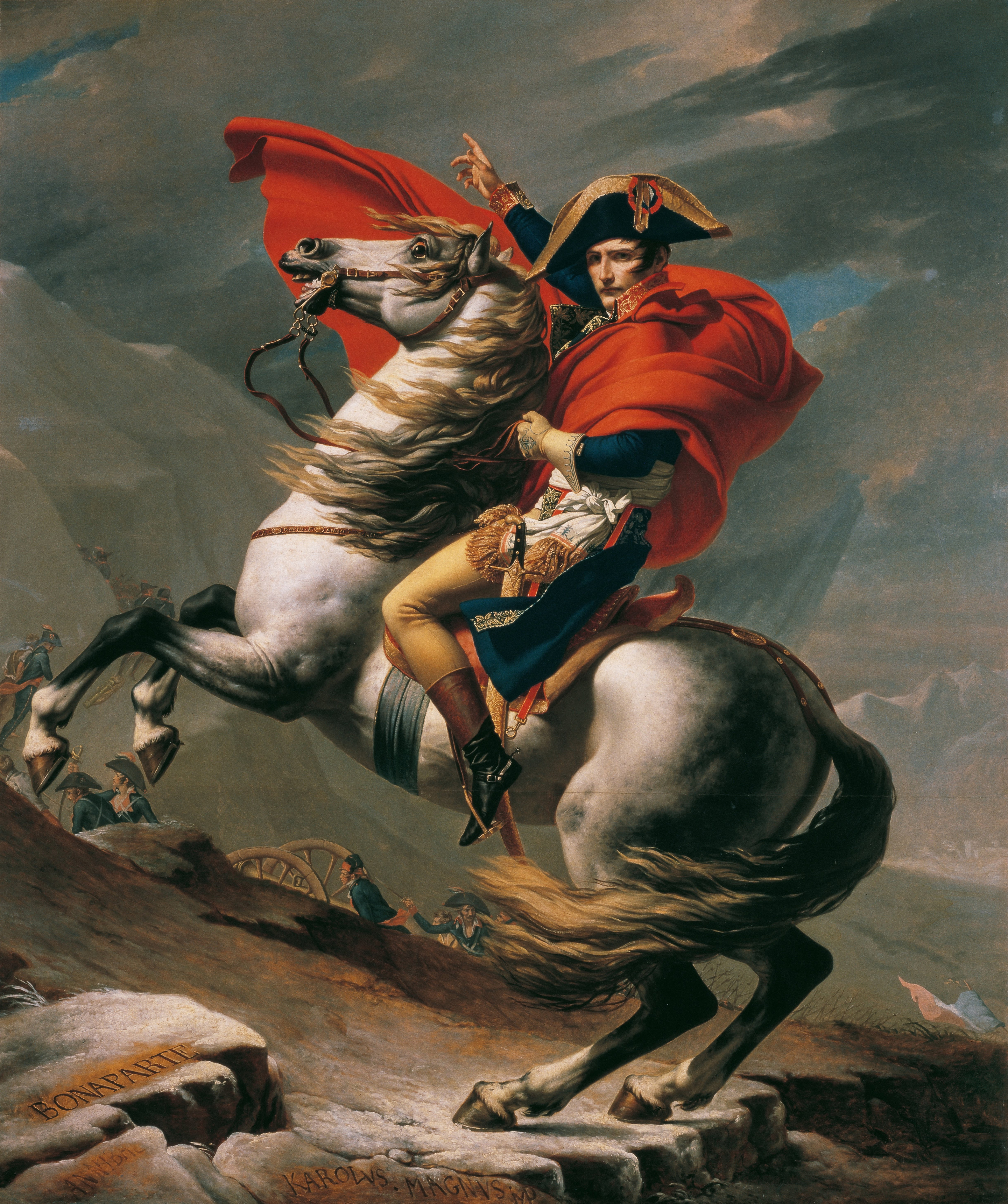
Napoleón cruzando los Alpes (1801), de Jacques-Louis David, en el Museo Nacional de Castillo de Malmaison

Las primeras tropas francesas entran en España por Cataluña el 10 de febrero de 1808, comandadas por el general Guillaume Philibert Duhesme. Posteriormente entrarían las tropas de Joseph Chabran, que ocupan el Castillo de San Fernando de Figueras, Honoré Charles Reille y Laurent Gouvion Saint-Cyr. El 13 de febrero de 1808, las tropas de Duhesme y Giuseppe Lechi entran en Barcelona, con 5.427 hombres y 1.830 caballos. Teóricamente debían permanecer tres días en la ciudad, haciendo parada de camino a su destino final, Cádiz pero el 29 de febrero los franceses ocupaban por sorpresa la Ciudadela y el Castillo de Montjuïc. En abril de 1808 Napoleón tras lograr la abdicación de Carlos IV y Fernando VII en Bayona, nombró rey a su hermano José I Bonaparte.
En Cataluña comenzaron enfrentamientos locales: quema de papel sellado en Manresa o constitución de la Junta de Gobierno y Defensa en Lérida. Los días 6 y 14 de junio se dan los primeros incidentes bélicos importantes en la batalla del Bruch, primeras victorias sobre los ejércitos napoleónicos. Las tropas francesas son derrotadas en la batalla de Bailén en julio e inician el bloqueo de Barcelona, que es respondido por las fuerzas de Laurent Gouvion Saint-Cyr que se encontraban en el Ampurdán para tomar Gerona —habiendo fracasado en dos ocasiones, en junio y julio-, y derrotan a las tropas de Juan Miguel de Vives y Feliu en la batalla de Llinars y entran en la capital de Cataluña el 17 de diciembre de 1808. Con el frente estabilizado hasta la batalla de Valls, el 25 de febrero de 1809, las victorias napoleónicas sobre el ejército español permiten que el 26 de febrero las tropas francesas entren en Reus. La muerte de Teodoro Reding hará que Antonio Malet de Coupigny tome el mando del ejército español en Cataluña interinamente. Inmediatamente después, Gerona, defendida por el general Álvarez de Castro, fue sitiada por Saint-Cyr entre mayo y diciembre de 1809. El 10 de diciembre Gerona capitulaba ante el nuevo jefe de las tropas francesas, el mariscal Charles Pierre François Augereau, duque de Castiglione.

El Primer Imperio Francés en azul oscuro, y sus estados satélite (1811)

En abril de 1810, se inicia el asedio de Lérida, defendida por el general Juan García Conde y con el apoyo de las divisiones del general O'Donnell. Ese año, la actividad guerrillera comienza a cobrar fuerza. En enero de 1811 se toma Tortosa. A finales de junio de 1811, cae Tarragona, después de un asedio terrible y de que el marqués de Campoverde abandonara la ciudad con la excusa de ir a buscar más tropas para defender la ciudad, orden que popularmente se cree nunca se dio, por lo que asume el mando el general Juan Senén de Contreras, que esperaba la llegada por mar de los refuerzos del Coronel británico John Skerret, pero al llegar éste, por cobardía, se negó a intervenir al ver la situación de la plaza, y los franceses reconquistan el 19 de agosto (día de Sant Magí en Tarragona) el Castillo de San Fernando, que el Tercio de Migueletes de Gerona había tomado el 11 de abril. 
A finales de 1811 se puede considerar que Cataluña está totalmente ocupada por los franceses. A comienzos de 1812 se procede a la anexión de Cataluña dentro del imperio napoleónico, dividida administrativamente en los departamentos del Ter, de Montserrat, del Segre y del Ebro.
A mediados de 1812 el curso de los acontecimientos militares es desfavorable a los franceses. A escala europea Napoleón sufre fuertes derrotas en Rusia, y Wellington al mando de las tropas aliadas (españolas, inglesas y portuguesas) comienza a obtener victorias en la península ibérica, concretamente con la victoria en la batalla de Arapiles (Salamanca) que marcó el inicio de la retirada francesa. Las Cortes de Cádiz proclamaron el 19 de marzo la Constitución Española de 1812, de carácter liberal. El general Luis de Lacy es designado por la regencia nuevo capitán general de Cataluña, y las Cortes reemplazan a Lacy por Copons en febrero de 1813. En Cataluña, las tropas de Louis-Gabriel Suchet, venidas desde Valencia, quedarían hasta el final del conflicto. Se mantendría en Barcelona y marcharía ordenadamente hacia Francia instalándose primero en Gerona y después en la línea del río Fluviá. El general Habert mantuvo el dominio de Barcelona hasta después de la caída de Napoleón. Finalmente, el 28 de mayo de 1814, Barcelona es liberada de los franceses.  
Cataluña es la zona de la península ocupada más tiempo, pero sin estarlo del todo. Las tropas francesas dominaban villas y ciudades, pero no las zonas rurales, lo que supuso un constante desgaste para las tropas napoleónicas. Al regreso de Fernando VII, un grupo de diputados absolutistas le presentaron el Manifiesto de los Persas, en el que le aconsejaban la restitución del sistema absolutista y la derogación de la Constitución elaborada por las Cortes de Cádiz en 1812.

### Departamentos de Cataluña
Por decreto de Napoleón de 26 de enero de 1812 y hasta el final de la guerra, en mayo de 1814, Cataluña quedó incorporada al Imperio francés. Se dividió el territorio en cuatro departamentos a la francesa:
- Ter, capital Gerona.
- Segre, capital Puigcerdá. Incluido el Principado de Andorra y excluido el Valle de Arán incorporado al departamento del Alto Garona.
- Montserrat, capital Barcelona.
- Bocas del Ebro, capital Lérida. Incluidos los municipios de Fraga y Mequinenza.

## Reinado de Isabel II de España[1]

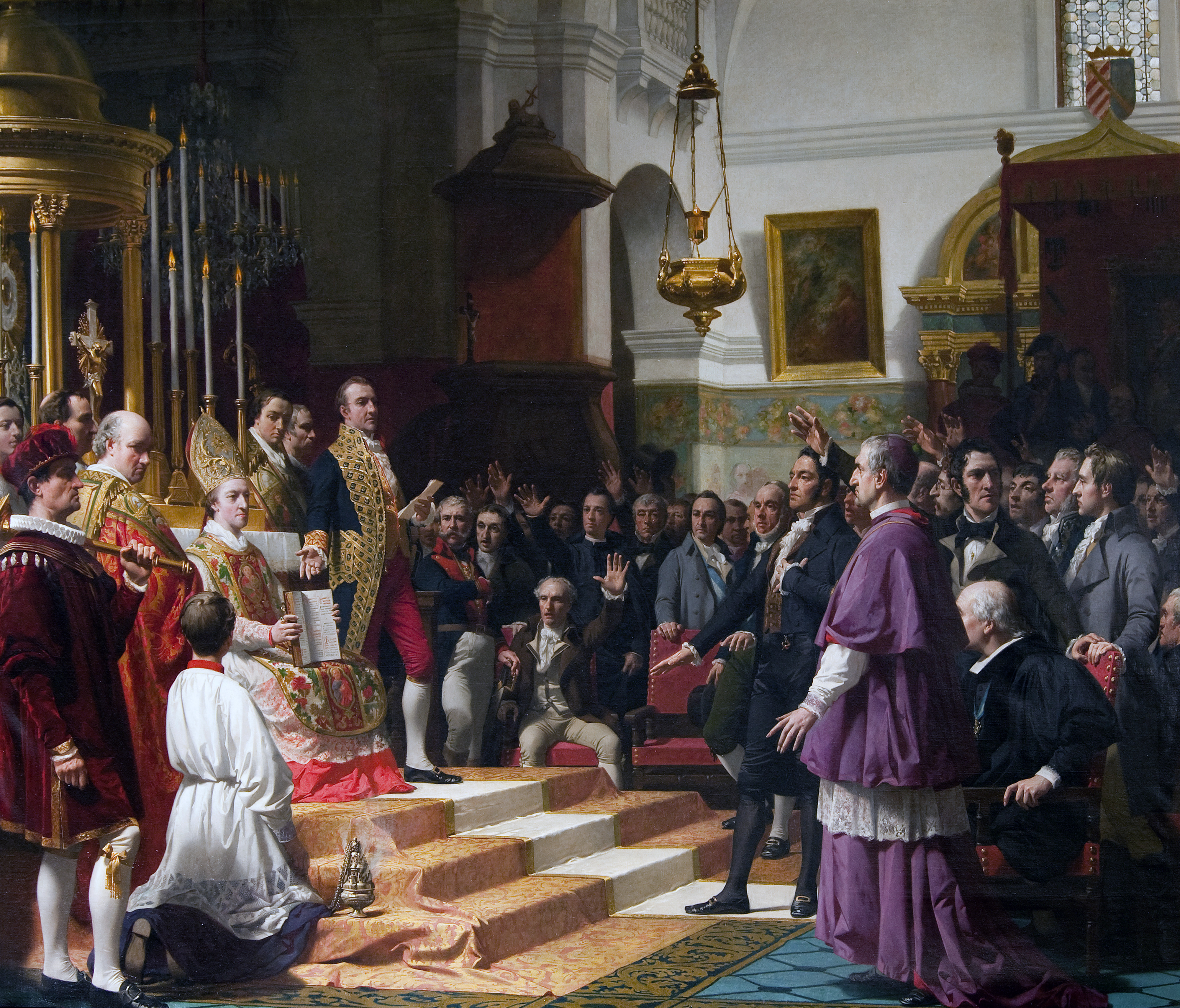
Junta Suprema de las Cortes de Cádiz.

La  'construcción del estado liberal en España'  comenzó a partir de la muerte, en 1833, de Fernando VII, monarca absolutista. Este proceso llegará hasta la Revolución de 1868. Se narra, pues, el complejo e imperfecto proceso de modernización de las estructuras sociales y de la transformación de España en un sentido liberal y constitucionalista. Las condiciones institucionales propias de una economía de mercado moderna quedaron finalmente establecidas, superándose, pues, la sociedad de Antiguo Régimen.

### La incidencia de las guerras revolucionarias
Desde el inicio de la Revolución Francesa, en el año 1789, se conmovieron las estructuras del país vecino y las mentalidades tradicionales del continente, un gran número de refugiados franceses -aristócratas y jerarquías eclesiásticas, burgueses y menestrales-, pero también de agentes revolucionarios, se instalaron en Cataluña y contribuyeron, de forma directa o indirecta, a acelerar las tendencias sociales y políticas ya existentes de crítica al sistema señorial y feudal.
En 1793 comenzó la implicación directa de Cataluña en el ciclo revolucionario pues la guerra contra la Convención Francesa -la Guerra Grande- iniciada con la invasión del Rosellón por las tropas del general Ricardos, duró dos años y comenzó con ella un largo intervalo de conflictos en la frontera o en el mar, y también en el territorio catalán mismo. La Guerra Grande produjo pérdidas humanas, daños a las propiedades y a las cosechas, sobre todo en las zonas más cercanas a la frontera, y un aumento de la presión fiscal debido a las nuevas contribuciones de defensa.
La paz de Basilea en 1795 no duró mucho tiempo. Tras la firma del Tratado de San Ildefonso en 1796, dos nuevas guerras, ahora en alianza con Francia y contra Inglaterra, ocuparon los períodos 1796-1802 y 1804-1808.
En 1808 comenzó la Guerra de la Independencia Española, que no finalizó hasta 1814.
Entrado el siglo XIX, las dificultades para el mantenimiento del orden tradicional aumentaron. Al agotamiento endógeno del sistema tradicional, después de un prolongado período de expansión, se sumaba la creciente resistencia campesina a la aceptación de los mecanismos de transferencia de renta hacia los señores y los efectos desequilibradores producidos por la implicación catalana y española en el ciclo de las guerras revolucionarias.

### La crisis de la monarquía absoluta
La economía catalana había sido seriamente afectada por las guerras del final del siglo XVIII y principios del XIX que producen gastos extraordinarios sin incrementos proporcionales en la tributación ordinaria, y deprimen la actividad económica y, por tanto, motivan la caída de la recaudación. Los desequilibrios se hacen muy grandes y el Estado tiene que recurrir al endeudamiento masivo. El periodo de guerras que se inició en España en 1793 presentó una situación de esta naturaleza, agravada por la misma continuidad de los conflictos.
Así, de 1793 a 1807, el gasto anual del Estado se duplicó, mientras que los ingresos interiores se mantuvieron estables y el aumento de las transferencias de los territorios americanos del Imperio no logró alcanzar los equilibrios perdidos. La traducción más patente fue la emisión masiva de vales reales -a medio camino entre dinero fiduciario y títulos de la deuda-, que se depreciaron rápidamente, y el endeudamiento.

### El Estado liberal y la instauración del capitalismo
La entrada de los ejércitos franceses en 1808 y la guerra hasta la victoria y el regreso del rey Fernando VII constituyeron un potente acelerador histórico.
Además de su carácter antinapoleónico, la Guerra de la Independencia Española contenía implícitamente, y a menudo explícitamente, un auténtico levantamiento contra la monarquía borbónica y la administración que habían aceptado la presencia de los invasores. Dio lugar, asimismo, a la asunción popular de la soberanía y a la creación de todo un Estado antinapoleónico pero, al mismo tiempo, contrario al sistema imperante.
Pronto se formaba una Junta Central y luego la Regencia. Las Cortes, reunidas en 1810, procedieron a definir nuevas estructuras políticas y a redactar la primera Constitución española en el año 1812.

### La movilización de la tierra

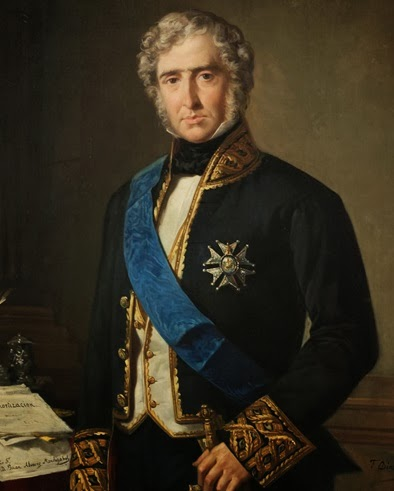
Juan Álvarez Mendizábal.

Un último conjunto de medidas produjo la desamortización de las tierras de la Iglesia. Desde 1820 y hasta 1823 —Trienio Liberal- tuvo lugar una amplia operación de incautación y venta en subasta pública de las tierras de la Iglesia, una gran parte de las cuales pasaron a particulares. Perdidas a raíz del restablecimiento del absolutismo, las fincas volvieron a los antiguos compradores en 1835 con la definitiva instauración del régimen liberal. Las ventas se reanudaron tras las nuevas medidas desamortizadoras de Juan Álvarez Mendizábal en 1836 y en 1837.
Esta gran movilización de la riqueza rústica, desde las antiguas "manos muertas" a las "manos vivas" de los compradores particulares, fue acompañada por la aplicación de nuevos criterios de gestión más racionales. De todos modos, también la propiedad eclesiástica en Cataluña resultaba inferior a la de muchos otros territorios españoles. Las diócesis s catalanas, por ejemplo, tenían rentas modestas, excepto las de Tarragona, Barcelona y Lérida, que tampoco eran comparables a las castellanas. La comparación con el resto de España confirma la escasa trascendencia de la desamortización en Cataluña donde el conjunto de las tierras afectadas por las desamortizaciones no llegaba al 5% del valor atribuido a la totalidad de las de España. La desamortización eclesiástica contribuyó, junto a la desvinculación, a hacer efectiva una amplia movilización de la tierra y el desarrollo de las relaciones mercantiles en la agricultura. Pero en Cataluña sólo afectó a un número limitado de propiedades y consolidó el dominio de los campesinos. Las leyes liberales facilitarían a los enfiteutas la plena y absoluta propiedad mediante la redención de los censos, reducidos a cantidades muy pequeñas por el paso del tiempo y la pérdida de valor de la moneda.
En otras modalidades de cesión de la tierra, como la del contrato de cepa muerta para la plantación de vid, también era muy grande la estabilidad del establecimiento agrario. En este último caso, sin embargo, las leyes del período liberal tendieron a impedir la perpetuidad de los derechos de los campesinos.

## Carlismo
El carlismo fue un movimiento político ultraconservador, que pretendía establecer una rama alternativa de los Borbones en el trono de España.
Ideológicamente, el carlismo es tradicionalista, antiliberal y reaccionario. Nació en 1833 y su lema de Dios - Patria - Fueros - Rey, hoy lo reflejan y actualizan como Federalismo - Socialismo - Autogestión. Su apoyo social provenía tradicionalmente de las áreas rurales, dado que muchos agricultores veían amenazada su forma tradicional de vivir con la entrada de los principios económicos liberales en el campo, debido a las sucesivas desamortizaciones y a los constantes intentos de privarles de los bienes comunales. El apoyo del bajo clero al primer movimiento carlista también fue considerable, por su defensa de un catolicismo militante, dada la oposición de la Iglesia a la libertad de culto y la laicidad del Estado.

## Guerras Carlistas

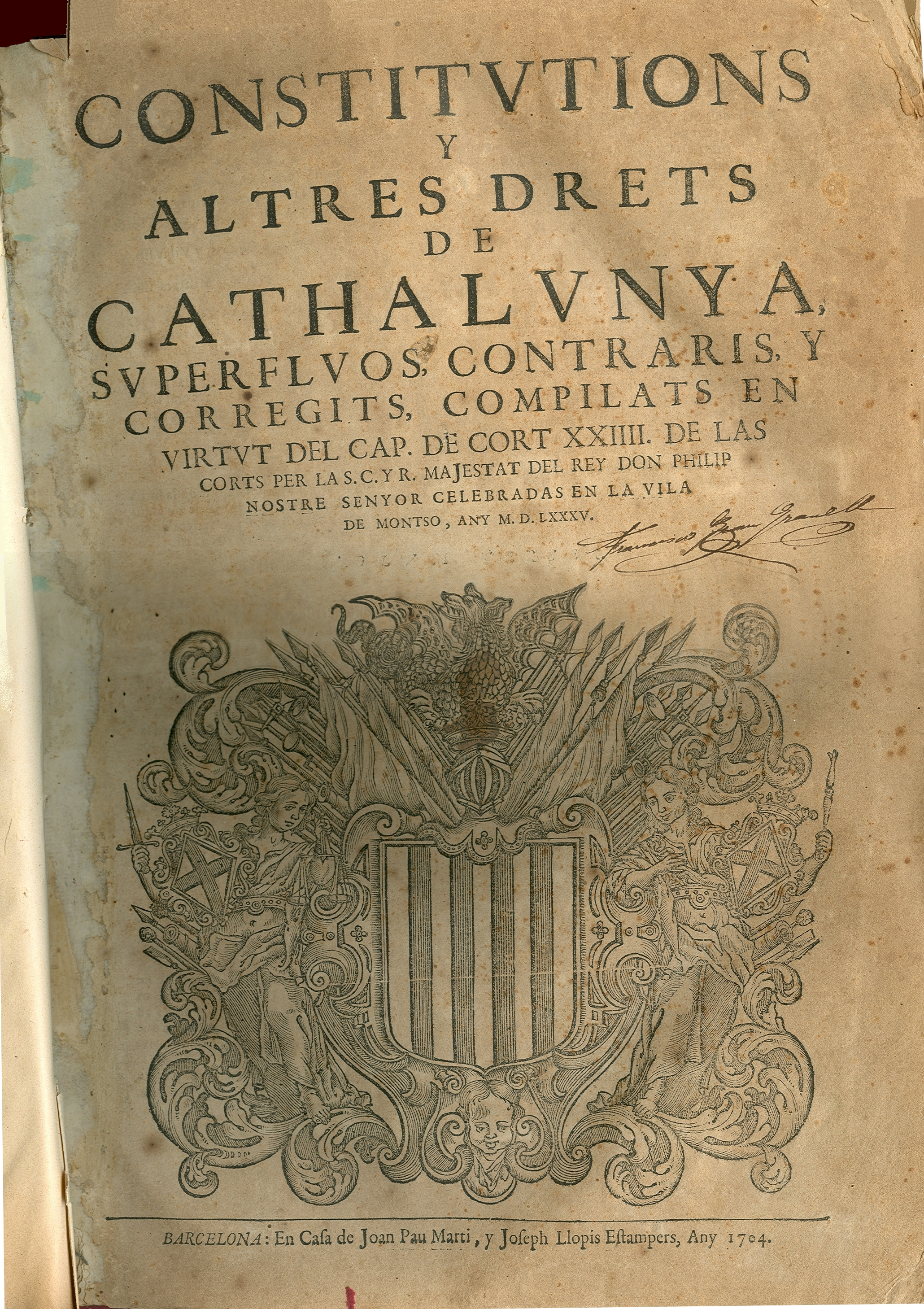
Constituciones de Cataluña de 1585.

A lo largo del siglo XIX se dieron en España tres  'Guerras Carlistas' , origen del movimiento político carlista.
Durante el Trienio Liberal (1820 - 1823), los sectores absolutistas organizaron las partidas realistas, que dispusieron de un amplio apoyo en las comarcas interiores de Cataluña. La insurrección se reanudó con la Guerra de los Agraviados (1827).
- La Primera Guerra Carlista (1833 - 1839) se inició a la muerte de Fernando VII. Este conflicto enfrentó a los carlistas, partidarios de los derechos dinásticos de Carlos María Isidro, hermano del monarca fallecido, y los isabelinos o cristinos, defensores de los derechos de su hija Isabel II, como resultado de la proclamación de la Pragmática Sanción (1830), que había abolido la ley sálica de los Borbones, según la cual la sucesión debía ser siempre masculina.

- La Segunda Guerra Carlista (1846 - 1849), tuvo lugar exclusivamente en Cataluña, donde se llamó también Guerra dels Matiners.

- El desembarco carlista de San Carlos de la Rápita u  Ortegada , un intento de golpe de estado protagonizado por el general Jaime Ortega y Olleta en 1860.

- Durante la Tercera Guerra Carlista (1872 - 1876), las fuerzas carlistas llegaron a ocupar algunas ciudades de la Cataluña interior. Isabel II de España estaba en el exilio y el rey Amadeo I, monarca desde 1871, no era muy popular. Carlos VII, nieto de Carlos María Isidro de Borbón, prometió a catalanes, valencianos y aragoneses la devolución de los fueros y las constituciones que había abolido Felipe V.

## Sexenio democrático

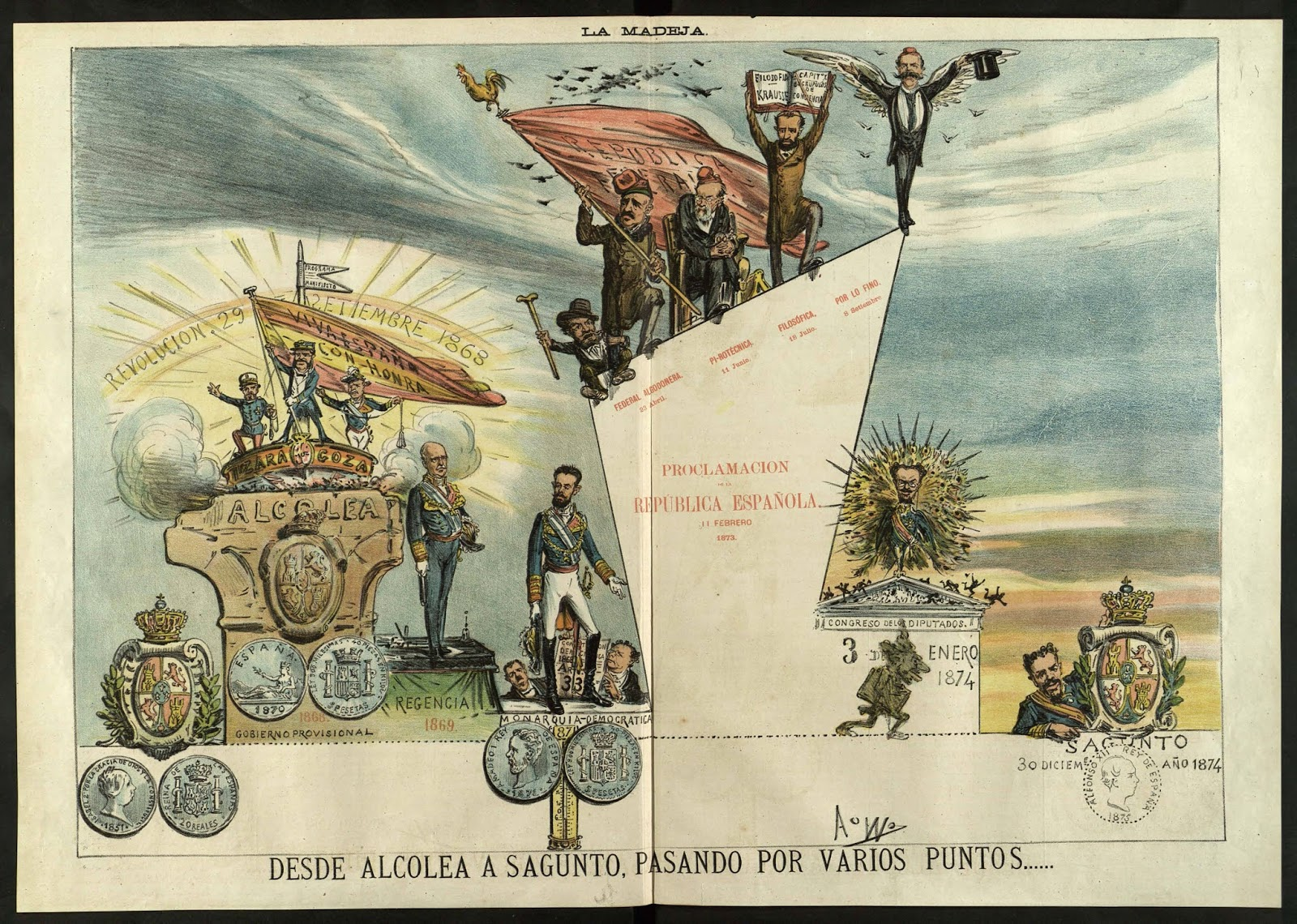
Caricatura de las etapas del Sexenio Democrático publicado en la revista barcelonesa La Flaca con la cabecera de "la madeja ", en 1874.

El  'Sexenio Democrático'  o  'Sexenio Revolucionario'  es un período histórico comprendido entre la Revolución de 1868, que supuso el fin del reinado de Isabel II de España y la Restauración de la dinastía borbónica en enero de 1875. Esta etapa de la historia española puede considerarse un hecho homólogo a la primavera de los pueblos que vivieron las naciones europeas a mediados del siglo XIX, llegada, como muchos otros hechos o corrientes, con un cierto retraso a la península.

### Los inicios

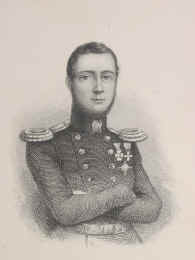
El general Prim según un grabado de hacia 1850

El año 1866, todo un conjunto de opositores al régimen monárquico de Isabel II acordaron el llamado Tratado de Ostende, tratado con el que pretendían acabar con la dinastía borbónica así como con su contemporáneo gobierno corrupto de Narváez. Como resultado de este pacto, en septiembre de 1868, en Cádiz, se inicia la conocida Revolución de 1868, también llamada "La Gloriosa". Aparte de ser un levantamiento militar liderado por Juan Prim y Francisco Serrano, hay que tener presente el apoyo de la población, ya que en muchos pueblos la ciudadanía ocupó las calles con el grito de "Mueran los Borbones". Habiendo triunfado el levantamiento y después de la redacción de la Constitución de 1869, la Constitución más liberal del siglo XIX, enseguida surgió el problema de en qué figura debía recaer la monarquía española. Por último, Amadeo de Saboya, miembro de la familia real italiana que había llevado a cabo la reunificación de su estado, fue elegido como nuevo Monarca constitucional, es decir, Rey que reina, pero que no gubernamentales el 1871. Sin embargo, el reinado de Amadeo I llevará hasta el 1873, momento en que abdicó en vistas de la falta de apoyo de los diferentes partidos políticos, de las sublevaciones populares decepcionadas, además de la tercera guerra carlista la cual había sido detonada por su elección como Rey en vez del pretendiente carlista.

## Juan Prim y Amadeo de Saboya

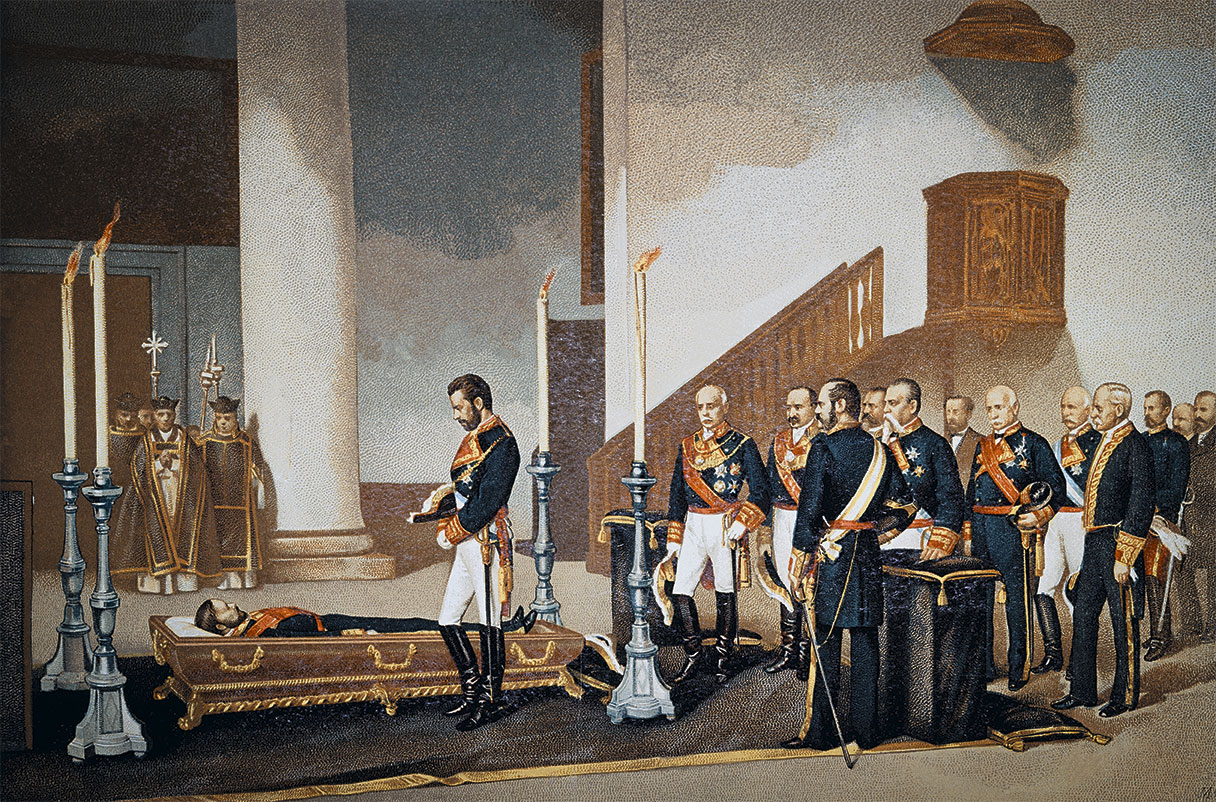
Amadeo I ante el féretro del general Prim. Obra por el pintor alicantino Antoni Gisbert en 1870.

Delgado ofreció la corona al duque de Aosta, hijo del rey de Italia, ya Leopoldo de Hohenzollern, que rechazaron la oferta. Entonces Prim ofreció la corona a un sobrino del rey de Italia, el duque de Génova, y contó con el apoyo de Topete a cambio de prometerle que el rey se casaría con una de las hijas de Montpensier. La candidatura fue votada en Cortes obteniendo 128 votos contra 52. Pero el duque de Génova finalmente rechazó el trono. Propuso Prim la independencia de Cuba si así lo decidía el pueblo cubano en referéndum, una amnistía para los patriotas cubanos, y una compensación en España garantizada por Estados Unidos. El proyecto, que hubiera saneado la Hacienda, encontró fuerte oposición y nunca se llevó a cabo. Delgado ofreció la corona a Espartero, duque de la Victoria, a pesar de saber que la rechazaría, como así ocurrió. Se volvió a insistir con el príncipe de Hohenzollern que finalmente aceptó si era votado por dos tercios de las Cortes (Delgado había hecho aprobar una ley que requería mayoría absoluta, pero el príncipe incluso la consideró insuficiente) pero, por error, la aceptación del príncipe llegó cuando ya las Cortes habían cerrado. La oposición francesa, por otra parte, hizo que el príncipe no renovara su aceptación y renunciara a la candidatura. Delgado volvió a ofrecer la corona a Amadeo duque de Aosta, quien puso como condición la conformidad de las potencias europeas, y conseguida ésta, aceptó. El 26 de noviembre de 1870 Amadeo (conocido generalmente como Amadeo de Saboya) era elegido por 191 votos como rey (Amadeo I). El 27 de diciembre salió Amadeo hacia España.

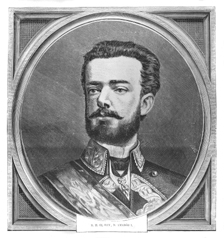
Amadeo de Saboya

Amadeo I de España (Turín, Italia 30 de mayo de 1845 - Reino de Cerdeña-Piamonte, 18 de enero de 1890). Príncipe de Italia de la casa de Saboya con el tratamiento de alteza real que se convirtió en rey de España desde 1871 hasta 1873 como consecuencia de ser elegido por las Cortes del Sexenio Revolucionario.
Nacido en la ciudad de Turín el 30 de mayo de 1845, siendo el segundo hijo del rey Víctor Manuel II de Italia y de la archiduquesa Adelaida de Austria. Amadeu era nieto del rey Carlos Alberto de Cerdeña y de la archiduquesa María Teresa de Austria-Toscana por vía paterna mientras que por vía materna lo era del archiduque Raniero de Austria y de la princesa Isabel de Saboya-Carignano.
Después de la Revolución de 1868 a España se proclamó una monarquía constitucional, pero hubo serias dificultades, por el cambio de régimen, a encontrar un rey que aceptara el cargo. España en aquel tiempo era un país pobre y convulso. Finalmente el 16 de noviembre de 1870 con el apoyo del sector progresista de las Cortes y de los carlistas, Amadeo de Saboya es elegido rey como Amadeo I de España, sucediendo a Isabel II.
La figura de Amadeo era vista con predilección por la clase progresista española. Hijo de un rey liberal llamado el Galant Hombre que había conducido la Unificación italiana a buen puerto. Finalmente fue, después de muchas discusiones, elegido el duque de Aosta como rey de España. Mientras Amadeo viajaba a Madrid para tomar posesión de su cargo, el general Juan Prim, su principal valedor, murió asesinado. Tras ello Amadeo tuvo serias dificultades debido a la inestabilidad de los gobiernos, las conspiraciones republicanas, los levantamientos carlistas, el separatismo de Cuba, las disputas entre sus propios aliados y algún intento de asesinato. Por todo ello su reinado duró tres años. Abdicó por iniciativa propia el 11 de febrero de 1873, volviendo a Italia donde asumió el título de duque de Aosta. A su marcha se proclamó la Primera República Española.

## Primera República Española

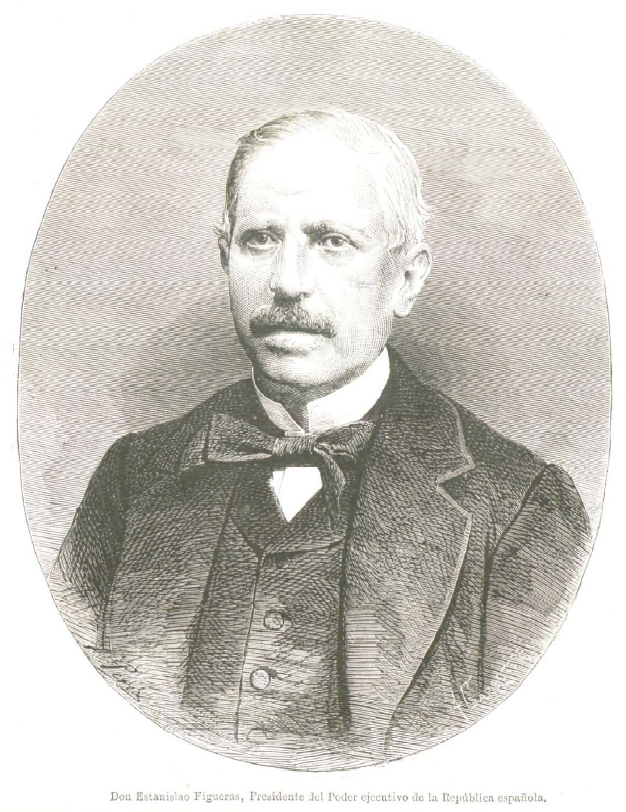
Estanislao Figueras, Presidente Catalán de la Primera República Española.

La  'Primera República Española'  (febrero de 1873 - Enero de 1874) fue el primer periodo en la historia de España en el que la elección, tanto del Jefe del Estado como del Jefe del Gobierno sería democrática. El rey Amadeo de Saboya abdicó el 10 de febrero de 1873. Al mismo tiempo el pueblo de Madrid tomó los principales puntos de la ciudad en apoyo de los diputados republicanos que consiguieron al día siguiente la proclamación de la república. El republicanismo está dividido entre los que querían una república unitaria (un único gobierno para todo el país) y los que querían la república federal (estados autónomos que se ponen de acuerdo para crear un Estado de rango superior). Desde febrero hasta junio, la presidencia recae en Estanislao Figueras, hombre relativamente débil, a quien apoyan los unitarios. En junio, las Cortes Constituyentes, que preparan una nueva Constitución Republicana Federal, nombran presidente a Francisco Pi y Margall (republicano federal). Este resultó un valioso intelectual pero sobrepasado por los acontecimientos.
Hasta 1931 los republicanos españoles celebraban el 11 de febrero el aniversario de la Primera República; posteriormente la conmemoración se trasladó al 14 de abril, aniversario de la proclamación de la Segunda República, día que entre 1932 y 1938 fue fiesta nacional.

## Restauración monárquica
La  'Restauración borbónica'  fue el período de la historia de España comprendido entre el pronunciamiento del general Arsenio Martínez Campos en 1874 que puso fin a la primera República Española, y la proclamación de la Segunda República el 14 de abril de 1931.
El pronunciamiento de Martínez Campos en 1874 restableció la monarquía y la dinastía borbónica en el hijo de Isabel II, el rey Alfonso XII de España. El período se caracteriza por una cierta estabilidad institucional, la conformación de un modelo liberal de Estado y la incorporación de los movimientos sociales y políticos, fruto de la revolución industrial, que comienza su decadencia con la dictadura de Miguel Primo de Rivera en 1923.
La república se encontró con un gran número de dificultades; en primer lugar, la gran mayoría de políticos y de la población desconfiaban, mientras que la jerarquía eclesiástica, los carlistas y otros conservadores estaban claramente en contra; por otra parte, los campesinos vieron en la república la posibilidad de una reforma agraria, que los gobiernos republicanos ni se plantearon, y los obreros salieron a ocupar las calles; a todo esto hay que añadir además, las confrontaciones entre los republicanos unitarios y los federalistas y cantonalistas así como el intento de Cataluña de crear un Estado Catalán dentro de la República Federal Española.
Como resultado, en enero de 1874, Manuel Pavía dio un pronunciamiento entregando el poder al general Francisco Serrano, quien gobernó de forma dictatorial durante 12 meses; finito este tiempo, Arsenio Martínez Campos, realizó un golpe de Estado en Sagunto, y el 29 de diciembre de 1874 se proclamó rey a Alfonso XII, hijo de Isabel II, con la que se volvía a la monarquía borbónica que inició la época de la Restauración.

## La Revolución industrial en Cataluña

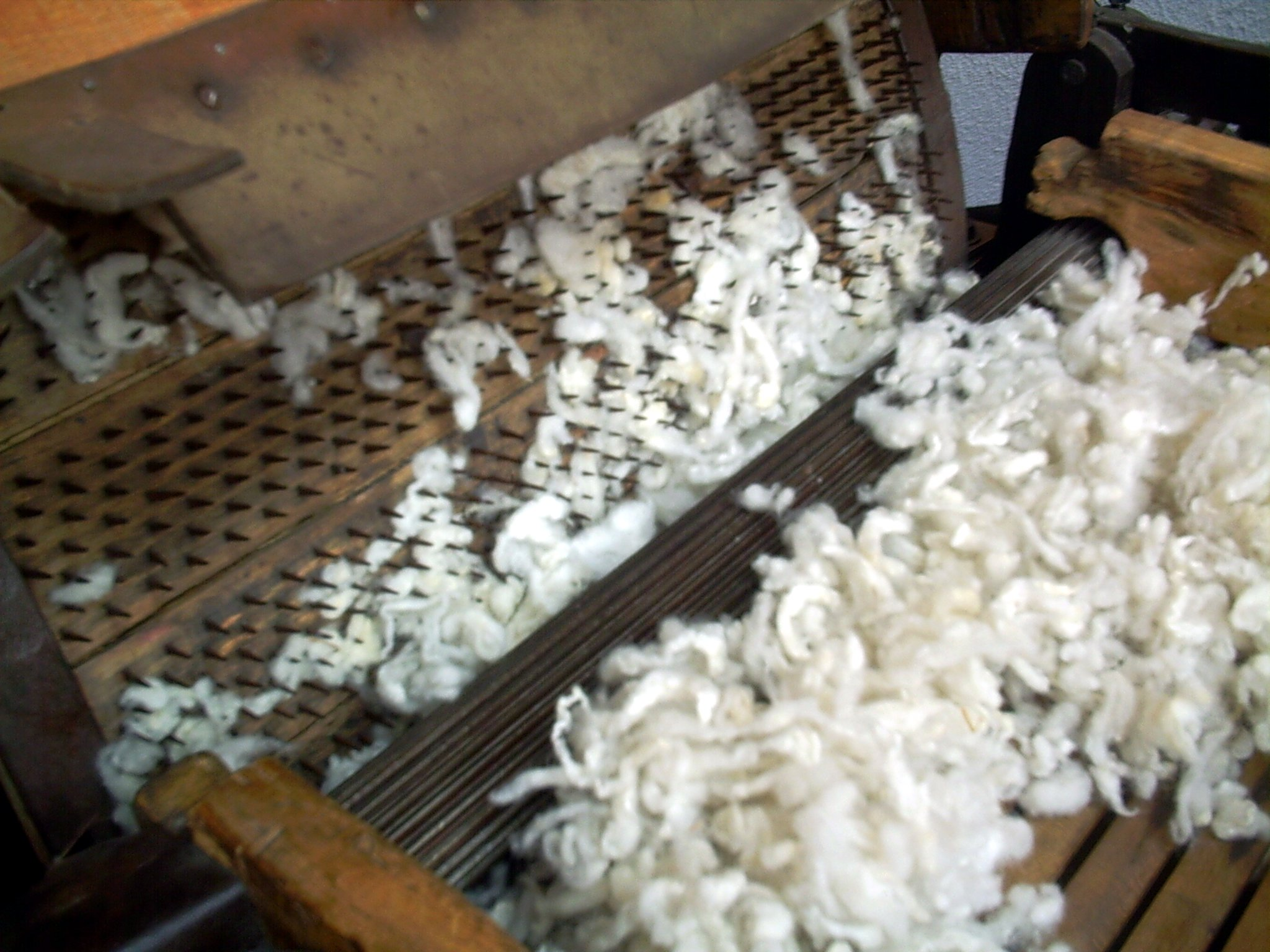
Algodón en una abridora en la antigua fábrica textil del Vapor Aymerich, Amat i Jover, ahora sede del Museo de la Ciencia y de la técnica de Cataluña en Tarrasa.

La  'Revolución Industrial de Cataluña' , o la era del vapor, se produjo entre 1840 y 1891, lo que convirtió a Cataluña en uno de los territorios de mayor dinamismo industrial y la permitió incorporarse al grupo reducido de las regiones europeas que alcanzaron antes de 1860 unos niveles de industrialización elevados. La Revolución Industrial fue posible por el renacimiento económico que experimentó la sociedad y la economía catalana durante el siglo XVIII.
El aumento de la demanda y la transformación del sistema productivo, con una movilización importante de iniciativa, trabajo y capital fueron elementos centrales.
Durante la primera etapa del proceso de industrialización, desde la finalización de la Revolución Liberal hasta la gira nacionalista del capitalismo español (1891), las relaciones económicas con el resto de Estado español se intensificaron muy decididamente. La integración económica progresó al tiempo que se avanzó en la unificación del ámbito administrativo, fiscal y financiero. El desarrollo de las infraestructuras modernas, especialmente gracias a la construcción de la red ferroviaria, incentivó esta dinámica.
El crecimiento económico catalán fue resultado, en gran parte, de la rápida integración en la economía española. Las ventas de los productos de la nueva industria conformaron la corriente más activo de estas relaciones. También aumentaron las conexiones con el mercado colonial de Cuba y Puerto Rico y, aunque de forma limitada, el tráfico con el resto del mundo.

## Nacimiento del catalanismo cultural: La Renaixença
La cabecera de  La Renaixença  fue diseñada para Lluís Domènech i Montaner en 1880. Conjuga el escudo de Cataluña con el Ave Fénix.

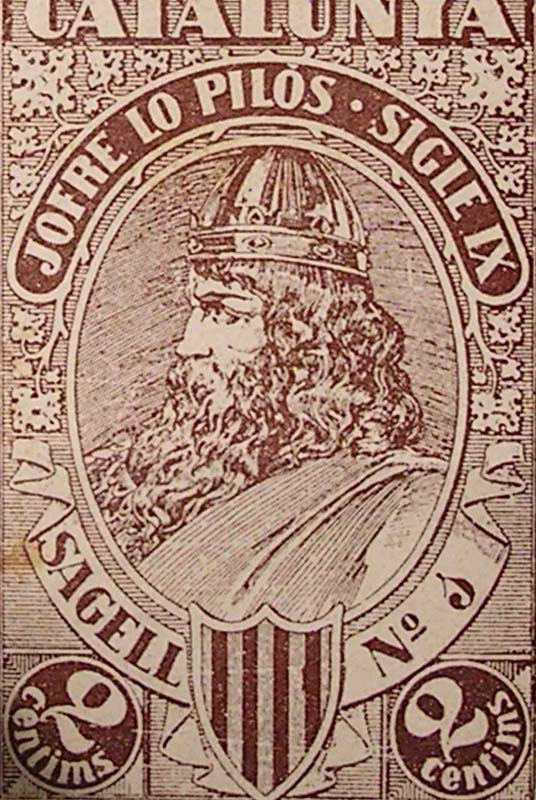
Sello de la Renaixença catalana dedicado a Wifredo el Velloso.

La  'Renaixença'  es un movimiento cultural catalán del siglo XIX. Su nombre surge de la voluntad de hacer renacer el catalán como lengua literaria y de cultura después de siglos de diglosia respecto del castellano (período llamado genéricamente Decadencia). Es paralelo a otras similares, como el Rexurdimento gallego.
A menudo se ha discutido la oportunidad del término  Renaixença  porque comporta su antecesor, la  Decadencia ; se ha propuesto la necesidad de profundizar en el estudio de esta mal llamada  Decadencia ; por otra parte se ha negado que sea entendida como una época y se subraya que es un movimiento cultural que dispone de estímulos iniciales en la década comprendida entre 1830 y 1840, pero que se desarrolla entre 1840 y 1880. Cada vez es más evidente la urgencia de establecer el momento en que se emplea de manera sistemática la palabra  Renaixença .
Los conceptos de lengua y patria quedan equiparados por Herder en el romanticismo alemán. La Renaixença se consolida en torno de una burguesía culta que encuentra en el romanticismo un interés por el propio pasado. Se reivindica un pasado glorioso durante la formación de las diferentes naciones europeas, en la Edad Media. En el transcurso del movimiento que conocemos como Renacimiento, se utiliza poco este término ante  Renacimiento , en referencia a la lengua, a la literatura y a la patria. La primera vez que hay constancia del uso del término es cuando Pedro Rosselló realiza un discurso como secretario de los Juegos Florales de 1869. En 1871, se fundó la revista quincenal  la Renaixensa , pero en sus artículos se sigue empleando la palabra  Renacimiento  para referirse a la patria y a las letras catalanas.

## Nacimiento del catalanismo político

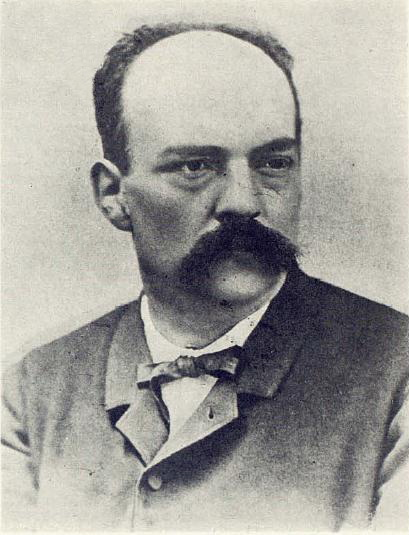
Valentí Almirall

El siglo XIX ve también la primera vertebración del catalanismo como un movimiento político. En este proceso, hay destacaron tres sectores principales:
- El Republicanismo federal. Liderado por Valentí Almirall con la publicación del Diario Catalán y la obra El Catalanismo.
- La Iglesia, a través del movimiento encabezado por Torras y Bages y la colaboración de Jacinto Verdaguer. La publicación más destacada de este periodo es La Voz del Montserrat.
- Los intelectuales, mediante el grupo liderado por Angel Guimerá y la revista La Renaixensa.

En 1880 tiene lugar el Primer Congreso Catalanista. Reclaman una escuela en lengua catalana para transmitir la cultura y la lengua. Esta demanda tiene una primera respuesta en 1882 con la creación del Centro Catalán, constituido por Valentí Almirall. En 1883 se reúnen en el Segundo Congreso Catalanista, dando paso al primer acto oficial en catalán: el Memorial de agravios. Se trata de un escrito pidiendo al rey, Alfonso XII, ciertos privilegios políticos. Los componentes del Centro Catalán querían conseguir el apoyo de la burguesía, pero eso fue inviable. La burguesía no hacía suyo el catalán medievalizante que hablaban e incluso surgió un movimiento llamado  La Renaixença popular , burlándose de aquellos sectores más cultos.
Viendo que no conseguían el apoyo de la burguesía, los integrantes del grupo de  La Renaixensa  se separaron del Centro Catalán y crearon la Liga de Cataluña, consiguiendo así el apoyo que buscaban. En 1888, aprovechando la visita de la Reina regente en Barcelona para la Exposición Universal, redactan el  Mensaje a la Reina Regente , pidiendo autonomía política para Cataluña.
En 1891 se fundó la Unión Catalanista, pero no se presentaron a las elecciones, ya que lo ven absurdo por las manipulaciones caciquiles y las pucherazos. Este partido redactó las Bases de Manresa, un programa de autonomía política para Cataluña. Angel Guimerá pronunció un discurso pidiendo el catalán como lengua oficial y acto seguido, la burguesía retiró su apoyo a este partido para identificar la demanda de la lengua oficial con el republicanismo.

### El federalismo

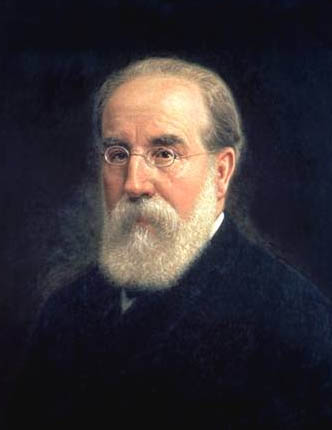
Francisco Pi y Margall

Paralelamente al rebrote del catalanismo, en todo el Estado surge una nueva manera de entender el Estado Español: el federalismo.
Francisco Pi y Margall, un catalán instalado en Madrid y uno de los presidentes de la Primera República Española fue el gran ideólogo del federalismo en España, que definía que sólo el pacto federal libremente establecido entre las diversas regiones españolas podía garantizar el respeto total a la realidad plural del Estado.
En Cataluña, en cambio, el federalismo fue una de las caras que adoptó el catalanismo político. Una ideología populista e interclasista, que estaba estrechamente relacionada con los inicios del movimiento obrero. El federalismo catalán vivió una época gloriosa: el Sexenio Revolucionario. Durante este periodo se produjo una división entre federalistas, los moderados y los radicales. Ambos eran partidarios de la federación, pero los radicales exigían como paso previo a la igualdad la independencia, para poder decidir libremente la federación posterior. Los moderados preferían un federalismo impulsado desde el gobierno central.
En 1873, a raíz de la proclamación de la Primera República Española, un grupo de federales intransigentes intentaron, desde la Diputación de Barcelona, proclamó el Estado Catalán.

### Valentí Almirall y el Congreso Catalanista de 1880

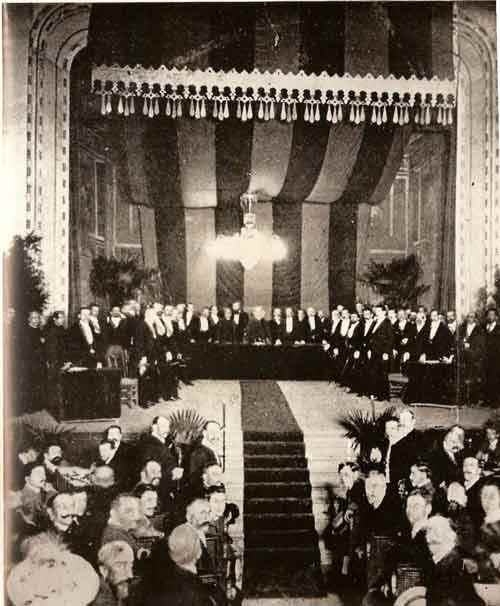
Inauguración del Primer Congreso Internacional de la Lengua Catalana.

En esta etapa inicial del catalanismo político, la personalidad más notoria es Valentí Almirall, quien participó activamente en la vida política al lado de los federales intransigentes o radicales oponiéndose al centralismo, la oligarquía y la especulación. Almirall pretendía regenerar Cataluña de modo que repercute en el resto del Estado, que imaginaba como una asociación de pueblos a modo de Corona de Aragón.
Almirall intentó unir las derechas y las izquierdas catalanistas, pero no lo consiguió porque existían demasiadas divergencias entre las dos corrientes. Impulsó el Primer Congreso Catalanista, que se celebró en 1880, en el que se conjunta los diferentes grupos catalanistas: el federalismo republicano y la corriente apolítico, el literario, el propulsor de los Juegos Florales y de la revista  la Renaixensa  [sic], pero las tendencias izquierdistas de Almirall hizo que el grupo de  la Renaixensa  abandonara el Congreso y rompiera el entendimiento. Sin embargo, el Congreso tomó tres acuerdos fundamentales: crear una entidad aglutinadora del catalanismo - el Centro Catalán -, el comienzo de gestiones para constituir el Academia de la Lengua Catalana - que tendrá una corta vida -, y la redacción de un documento en defensa del catalán.
Posteriormente, Valentí Almirall impulsó el Segundo Congreso Catalanista, que se declaró partidario de la cooficialidad del catalán en Cataluña, proclamó la existencia de Cataluña como realidad por encima de divisiones administrativas y condenó la militancia de catalanistas a partidos de ámbito estatal. Este último hecho impulsó la creación de partidos de ámbito únicamente catalán, inexistentes hasta el momento. La época gloriosa del Centro Catalán y de Almirall culminó con el Memorial de Agravios y la publicación El Catalanismo.
En 1887, tras ser derrotado en las elecciones a la Junta Directiva el Centro Catalán, el sector más conservador se escindió y, junto con un grupo de universitarios llamado Centro Escolar Catalanista crearon la Liga de Cataluña, los dirigentes la que, más tarde se integraron en otro partido político catalán, la Liga Regionalista. Partiendo de su iniciativa se creó la Unión Catalanista, que englobaba diversas entidades unidas por el catalanismo, divididos en dos tendencias: la gente de 'La Renaixensa', más culturalista y apolítica; y la Liga de Cataluña, más partidaria de participar en la vida política. Los catalanistas de izquierdas, Almirall y los federalistas, no formaban parte. La Unión Catalanista convocó una asamblea en Manresa en 1892, donde se congregó buena parte de la burguesía catalana conservadora. En esta asamblea se aprobaron las Bases para la Constitución Regional Catalana ', más conocidas como' Bases de Manresa '. Estas bases marcaban las pautas a seguir para una futura 'Constitución regional catalana', es decir, un Estatuto. Estas bases expresan los planteamientos del regionalismo conservador y tradicionalista opuesto al sistema parlamentario basado en el sufragio universal. La posterior actuación de la Liga Regionalista se fundamenta en estas bases.